# Lista do Patrimônio Mundial na Áustria
A Organização das Nações Unidas para a Educação, a Ciência e a Cultura (UNESCO) propôs um plano de proteção aos bens culturais do mundo, através do Comité sobre a Proteção do Património Mundial Cultural e Natural, aprovado em 1972. Esta é uma lista do Patrimônio Mundial existente na Áustria, especificamente classificada pela UNESCO e elaborada de acordo com dez principais critérios cujos pontos são julgados por especialistas na área. A Áustria, que ocupa um território marcado pela passagem de diversos povos da antiguidade europeia, ratificou a convenção em 18 de dezembro de 1992, tornando seus locais históricos elegíveis para inclusão na lista.
Os sítios Centro Histórico da Cidade de Salzburgo e Palácio e Jardins de Schönbrunn - ambos de classificação Cultural - foram os dois primeiros locais da Áustria incluídos na lista do Patrimônio Mundial da UNESCO por ocasião da 20ª Sessão do Comitè do Património Mundial, realizada em Mérida (México) em 1996. Desde a mais recente adesão à lista, a Áustria totaliza 12 sítios classificados como Patrimônio da Humanidade, sendo 11 deles de classificação cultural e somente 1 de classificação natural. Dos locais inscritos na Áustria, cinco sítios são bens compartilhados com outros países: Paisagem Cultural de Fertö/Neusiedlersee (com Hungria); Sítios palafíticos pré-históricos em redor dos Alpes (com França, Alemanha, Itália, Eslovénia e Suíça); Florestas primárias de faias dos Cárpatos (com outros 17 países); Grandes cidades termais da Europa (com Bélgica, Chéquia, França, Itália e Reino Unido); e Fronteiras do Danúbio (com Alemanha e Eslováquia). Em 2017, o sítio Centro Histórico de Viena foi incluído na Lista do Patrimônio Mundial em perigo devido ao alto índice de construções contemporâneas que ameaçam a integridade histórica da área protegida.

## Bens culturais e naturais
A Áustria conta atualmente com os seguintes lugares declarados como Patrimônio da Humanidade pela UNESCO:
| | Centro Histórico de Salzburgo |
| Bem cultural inscrito em 1996. |                               |
| Localização: Salzburgo |                               |
| Salzburgo conseguiu preservar um tecido urbano de riqueza excepcional, que foi estruturado da Idade Média até o século XIX, quando era uma cidade-estado governada por um príncipe-arcebispo. A arte gótica flamboyant de seus edifícios atraiu inúmeros artistas, mesmo antes da notoriedade arquitetônica de Salzburgo ser afirmada após a chegada dos arquitetos italianos Vincenzo Scamozzi e Santini Solari, que imprimiram seu selo barroco no centro da cidade. O fato de que a cidade era um ponto de encontro entre o norte e o sul da Europa poderia influenciar a brilhante inspiração do mais ilustre de seus filhos, Wolfgang Amadeus Mozart, cuja fama universal se espalhou desde então para Salzburgo. (UNESCO/BPI) |                               |

| | Palácio e Jardins de Schönbrunn |
| Bem cultural inscrito em 1996. |                                 |
| Localização: Viena |                                 |
| Residência imperial da dinastia Habsburgo do século XVIII até 1918, o Palácio de Schönbrunn, construído pelos arquitetos Johann Bernhard Fischer von Erlach e Nicola Pacassi, abriga um grande conjunto de obras-primas de artes decorativas. Com seus jardins – onde o primeiro jardim zoológico do mundo foi instalado em 1752 – forma um conjunto barroco de qualidade excepcional e é um exemplo extinto de "Gesamtkunstwerk" (obra de arte total). |                                 |

| | Paisagem Cultural de Hallstatt-Dachstein, Salzkammergut |
| Bem cultural inscrito em 1997. |                                                         |
| Localização: Alta Áustria / Salzburgo / Estíria |                                                         |
| A atividade humana na magnífica paisagem natural de Salzkammergut remonta aos tempos pré-históricos, quando seus abundantes depósitos de sal começaram a ser explorados no segundo milênio a.C.C. Esse recurso constituiu até meados do século XX a base da prosperidade econômica da área, que se reflete na bela arquitetura da cidade de Hallstatt. |                                                         |

| | Via Férrea de Semmering |
| Bem cultural inscrito em 1998. |                         |
| Localização: Baixa Áustria / Estíria |                         |
| Construída entre 1848 e 1854 ao longo de 41 quilômetros de terreno montanhoso, a Via Férrea de Semmering representa um dos maiores feitos da engenharia civil nos primeiros dias de construção ferroviária. Devido à solidez de seus túneis, viadutos e outras obras de engenharia, a linha continuou a ser utilizada sem interrupção até hoje. A ferrovia atravessa uma paisagem montanhosa espetacular, onde foi possível construir inúmeros edifícios de grande qualidade arquitetônica para atividades recreativas, uma vez que a região foi comunicada graças a esse meio de transporte. |                         |

| | Centro Histórico de Graz |
| Bem cultural inscrito em 1999, estendido em 2010. |                          |
| Localização: Estíria |                          |
| O Centro Histórico de Graz é um exemplo notável de patrimônio cultural vivo. Este complexo urbano da Europa Central tem a marca dos muitos séculos em que a cidade foi governada pela dinastia Habsburgo. O local foi inscrito na Lista do Patrimônio Mundial em 1999 e com a extensão atual será composto do Palácio de Eggenberg, localizado a oeste da cidade, a cerca de três quilômetros de seu centro histórico. Construída após 1625 para servir como residência do Duque Hans Ulrich von Eggenberg (1568-1634), uma das personalidades políticas mais notáveis do século XVIII na Áustria, este edifício palaciano está em um estado excepcional de preservação. Sua arquitetura e ornamentação exterior são bons exemplos das influências do renascimento italiano e da arte barroca. |                          |

| | Paisagem Cultural de Wachau |
| Bem cultural inscrito em 2000. |                             |
| Localização: Baixa Áustria |                             |
| O Wachau é a região localizada no trecho do vale do Danúbio entre as cidades de Melk e Krems. Sua bela paisagem preservou intactos muitos dos traços de sua evolução desde os tempos pré-históricos, que podem ser percebidos em monumentos arquitetônicos (mosteiros, castelos, ruínas), urbanismo (cidades e aldeias) e culturas, em particular vinhedos. |                             |

| | Centro Histórico de Viena |
| Bem cultural inscrito em 2001, em perigo desde 2017. |                           |
| Localização: Viena |                           |
| Viena estava se desenvolvendo a partir dos primeiros assentamentos celtas e romanos em seu território e através da sucessiva construção da cidade medieval e barroca, até se tornar a capital do Império Austro-Húngaro. A cidade tem desempenhado um papel fundamental como um importante centro da música europeia e seu nome está associado a grandes compositores, do classicismo vienense à música do início do século XX. Seu centro histórico abriga uma variedade de jardins e monumentos arquitetônicos, principalmente palácios barrocos, bem como toda a Ringstrasse, datando do final do século XIX. |                           |

| | Paisagem Cultural de Fertö/Neusiedlersee |
| Bem cultural inscrito em 2001. |                                          |
| Este bem é compartilhado com: Hungria. |                                          |
| Localização: Burgenland |                                          |
| Encruzilhada de diferentes culturas por oito milênios, como evidenciado por sua variedade, a paisagem da região do Lago Fertö-Neusiedlersee é o produto de um processo evolutivo e simbiótico de interação entre humanos e seu ambiente físico. A excepcional arquitetura rural das aldeias que margeia as margens do lago e a majestade de vários palácios dos séculos XVIII e XIX, aumentam o interesse cultural deste local. |                                          |

| | Sítios palafíticos pré-históricos em redor dos Alpes |
| Bem cultural inscrito em 2011. |                                                      |
| Este bem é compartilhado com: Alemanha, Eslovênia, França, Itália e Suíça . |                                                      |
| Localização: Alta Áustria / Caríntia |                                                      |
| Este local compreende 111 lugares com ruínas de assentamentos humanos pré-históricos em casas de palafitas, ou seja, casas construídas sobre palafitas. Localizados dentro da área dos Alpes e em seus arredores, esses vestígios datam do período entre o quinto milênio e o século V a.C.C. e estão localizados nas margens de lagos, rios e pântanos. Escavações arqueológicas, realizadas apenas em alguns lugares até o momento, forneceram elementos que dão um vislumbre do cotidiano do homem neolítico e da Idade do Bronze na Europa Alpina, bem como sua interação com o meio ambiente. Cinquenta e seis dos locais que compõem o local estão localizados na Suíça. Esses assentamentos humanos, que formam um conjunto único de restos arqueológicos excepcionalmente bem preservados e extraordinariamente ricos culturalmente, constituem uma das fontes mais importantes para o estudo das sociedades agrárias primitivas da região. |                                                      |

| | Florestas primárias de faias dos Cárpatos e de outras regiões da Europa |
| Bem natural inscrito em 2007, estendido em 2011 e 2017. |                                                                         |
| Localização: Baixa Áustria / Estíria / Alta Áustria |                                                                         |
| Esta extensão transfronteiriça do Patrimônio Mundial de grãos cárpatos primários e antigas florestas de Beedland da Alemanha (Alemanha, Eslováquia e Ucrânia) abrange 12 países. Desde o fim da última Era Glacial, as beterrabas europeias se espalharam de alguns refúgios isolados nos Alpes, nos Cárpatos, no Mediterrâneo e nos Pirenéus por um curto período de alguns milhares de anos em um processo que ainda perdura. Essa expansão bem sucedida está relacionada à flexibilidade das árvores e tolerância a diferentes condições climáticas, geográficas e físicas. (UNESCO/BPI) |                                                                         |

| | Grandes cidades termais da Europa |
| Bem cultural inscrito em 2021. |                                   |
| Localização: Baden bei Wien |                                   |
| Este bem é compartilhado com: Alemanha, Bélgica, Chéquia, França, Itália e Reino Unido. |                                   |
| Este site transnacional abrange as famosas estâncias balneares localizadas em onze cidades de sete países europeus: Baden bei Wien (Áustria); Spa (Bélgica); Františkovy Lázně, Karlovy Vary e Mariánské Lázně (Chéquia); Vichy (França); Bad Ems, Baden-Baden e Bad Kissingen (Alemanha); Montecatini Terme (Itália) e Cidade de Bath (Reino Unido). O desenvolvimento de todas essas localidades deveu-se à existência de nascentes de água mineral em seus territórios, bem como ao auge das curas termais na Europa desde o início do século XVIII até a terceira década do século XX. Daí a criação de grandes centros termais para um público internacional abastado, o que influenciou a sua estrutura urbana porque a vida da cidade se organizou em torno dos edifícios e estâncias ("kurhaus" e "kursaal", em alemão) dedicados às terapias termais. Construídos com suntuosas colunatas, galerias e salas, esses edifícios foram projetados para incentivar a prática do banho e o consumo de águas minerais, e também para explorar o seu potencial econômico. As estâncias termais criaram ainda inúmeros jardins, salas de conferências, casinos, teatros, hotéis, residências mansões e infraestruturas especificamente destinadas à condução de águas termais. Todas as construções foram integradas em complexos urbanos de grande beleza paisagística, zelosamente organizados para a administração de terapias e a realização de atividades recreativas. O conjunto desses spas é representativo da importância da troca de valores humanos, bem como da evolução da ciência, da medicina e da balneoterapia. (UNESCO/BPI) |                                   |

## Lista Indicativa
Em adição aos sítios inscritos na Lista do Patrimônio Mundial, os Estados-membros podem manter uma lista de sítios que pretendam nomear para a Lista de Patrimônio Mundial, sendo somente aceitas as candidaturas de locais que já constarem desta lista. Desde 2021, a Áustria possui 10 locais na sua Lista Indicativa.
| Sítio                  | Imagem | Localização  | Ano  | Dados UNESCO                 | Descrição |
| ---------------------- | ------ | ------------ | ---- | ---------------------------- | --- |
| Abadia de Kremsmünster |        | Kremsmünster | 1994 | Cultural: i, ii, iii, iv, vi | A abadia beneditina foi fundada no século VIII e desde então funciona tanto como centro educacional e espiritual. O local foi ampliado extensivamente nos séculos XVII e XVIII no estilo barroco. A abadia abriga manuscritos medievais valiosos e uma coleção de tesouros artísticos. |
| Floresta de Bregenz    |        | Vorarlberg   | 1994 | Cultural: iv, v              | A área manteve fortemente sua tradicional estrutura de campo incluindo tipos específicos de edifícios pecuários, com vilas datadas dos séculos XVIII e XIX. Pequenos pontos de processamento têxtil guardam testemunho dos primórdios do desenvolvimento industrial da região.         |
| Catedral de Gurk       |        | Gurk         | 1994 | Cultural: i, iii, iv         | A antiga Catedral de Gurk, datada do século XII, é um dos mais significantes exemplos das igrejas romanescas da Áustria. Notáveis detalhes da igreja são a cripta de mil pilares, a tumba funerária de sua fundadora - Santa Ema de Gurk - e uma rica coleção de afrescos.             |